# Мануел де Алмада-Мінезіш
Мануе́л де Алма́да-Міне́зіш (порт. Manuel de Almada e Meneses МФА: [mɨ.ˈne.zɨʃ]; ? — 4 серпня 1578) — португальський католицький священик. Єпископ Ламегівський (1570—1573) і Коїмбрський (1573—1578), граф Арганільський (1573—1578). Представник шляхетного роду Алмад. Народився в Лісабоні, Португалія. Син графа Антана де Алмади і Марії де Мінезіш. Працював ректором Коїмбрського університету (1557—1560), настоятелем Королівської каплиці (1558). Входив до Ради Португальської інквізиції (з 1569). Призначений коадьютором і наступником генерального інквізитора Португалії (1578). Взяв участь у злосчасному поході короля Себаштіана до Марокко. Загинув у битві при Алкасер-Кібірі.

## Імена
- Мануе́л (порт. Manuel) — португальське ім'я.
- Еммануе́ль (лат. Emmanuel) — латинське ім'я[1].
- Еммануель Коїмбрський (лат. Emmanuel Conimbrigensis) — латинське ім'я за назвою катедри.
- Еммануель Ламегівський (лат. Emmanuel Lamecensis) — латинське ім'я за назвою катедри.

## Біографія
Мануел де Алмада народився у Лісабоні. Точна дата його народження невідома. Він був сином авраншеського графа Антана де Алмади й Марії де Мінезіш. Хлопець не мав шансів на батьків спадок, тому йому була уготовлена духовна кар'єра.
У юності Мануел поступив до Ордену цистеріанців. Деякий час він був пріором цистеріанського монастиря святої Марії Магдалини у Старому Монтеморі.
18 березня 1557 року Мануела обрали ректором Коїмбрського університету. Його головування спричинило конфлікт із єзуїтами щодо юридичних і господарських питань, що загострилися після смерті короля Жуана III. 11 листопада ректор виїхав до Лісабона з метою захисту прав університету, поставивши замість себе заступником Жорже де Алмейду. До університету ректор так і не повернувся, залишивши в 1560 році свій пост заступнику.
1558 року королева-регентша Катерина призначила Мануела настоятелем Королівської каплиці. З 14 червня 1569 року він увійшов до Головної ради Португальської інквізиції.
20 лютого 1570 року Мануела ординували єпископом Ламегівським, а 16 грудня 1573 року — єпископом Коїмбрським. Тоді ж він отримав титул графа Арганільського, що був складовою титулатури коїмбрських єпископів. За свого управління в Ламегу єпископ заснував тут колегію з 8 кліриків, першу діоцезійну семінарію, створену на засадах Трентського собору.
13 червня 1578 року папа Григорій XIII призначив Мануела коадьютором і майбутнім наступником кардинала-інфанта Енріке на посту генерального інквізитора Португалії. Проте очолити португальську інквізицію він не встиг.
Наприкінці червня 1578 року Мануел взяв участь у поході португальського короля Себаштіана до Марокко, займаючи посаду фельдшера. 4 серпня португальське військо зазнало розгромної поразки у битві при Алкасер-Кібірі. Коїмбрський єпископ загинув у ній разом із королем.